# Kościół Najświętszego Serca Pana Jezusa w Pszowie
Kościół Najświętszego Serca Pana Jezusa – rzymskokatolicki kościół parafialny należący do dekanatu Pszów archidiecezji katowickiej. Znajduje się w pszowskiej dzielnicy Krzyżkowice.
W dniu 10 stycznia 1934 roku dzięki pomocy mieszkańców Pszowa zaczęto przywozić materiały budowlane. W dniu 19 marca zostały zalane fundamenty, Natomiast już w dniu 1 kwietnia została wmurowana pierwsza cegła. Budowa postępowała bardzo szybko ze względu na zgromadzone liczne fundusze. Świątynia była budowana pod kierownictwem Walentego Maciejka, budowniczego z Pszowa. W dniu 8 grudnia 1934 roku w Uroczystość Niepokalanego Poczęcia Najświętszej Maryi Panny dziekan ksiądz Knosała proboszcz parafii w Pszowie poświęcił nową świątynię pod wezwaniem Najświętszego Serca Pana Jezusa w Krzyżkowicach.
Ostatecznie, samodzielna placówka duszpasterska w Krzyżkowicach została erygowana w dniu 3 listopada 1935 roku. W 1936 roku kościół został otoczony parkanem. W świątyni zostały ustawione ławki oraz dwa boczne ołtarze: Matki Boskiej i św. Barbary. Zostały zakupione cztery dzwony odlane z brązu: Barbara (1165 kg), Antoni (580 kg), Maria (340 kg) i Izydor (243 kg), które zostały poświęcone przez biskupa Juliusz Bieńka. Podczas II wojny światowej okupant niemiecki skonfiskował trzy dzwony i został tylko jeden – Izydor oraz sygnaturka.
Przed wybuchem II wojny światowej zostały zakupione organy wykonane przez rybnicką firmę Klimosz. Podczas wojny został zamontowany zegar z trzema tarczami wykonany przez ratyzbońską firmę Ranscher. W czasie przechodzenia frontu świątynia została uszkodzona, uszkodzenia zostały szybko naprawione w 1945 roku. W 1946 roku został ufundowany przez rodzinę Somerla krzyż misyjny. W 1949 roku został zamontowany w świątyni nowy ołtarz główny wykonany przez profesora Maciejewskiego z Krakowa. Obraz Najświętszego Serca Pana Jezusa został namalowany przez księdza profesora Kramarczyka z Krakowa i ufundowany przez pana Jasitę. W 1950 roku ołtarz został pozłocony i zostały na nim postawione posągi świętych Apostołów Piotra i Pawła wykonane przez profesora Kalfasa w Krakowie. W 1956 roku została zamontowana pierwsza aparatura głośnikowa. Zostały zamówione również trzy nowe dzwony w hucie „Małapanew”, które zostały zawieszone w dniu 3 czerwca 1958 roku i zostały poświęcone przez księdza proboszcza Pilawę. Z okazji srebrnego jubileuszu zostały kupione posągi św. Jacka i św. Jadwigi wykonane przez pana Maksymiliana Tkocza z Rybnika.